# Ignace Aurélien Fessler
Ignace Aurélien Fessler (en hongrois : Ignácz Aurél Fessler, en allemand : Ignaz Aurelius Feßler) (né le 18 mai 1756 à Zurndorf (Zurány en hongrois) et mort le 15 décembre 1839 à Saint-Pétersbourg) est un théologien, orientaliste, franc-maçon et superintendant général luthérien (conversion en 1791).

## Biographie

### Éducation
Né en Hongrie, il prend l'habit religieux comme capucin en Autriche. Ayant dénoncé les conditions de la mort d'un frère de sa communauté, il est remarqué par l'empereur qui lui confie la chaire de langues orientales et d'études vétérotestamentaires à l'université de Lemberg.
Dans cette ville il  est initié en franc-maçonnerie en 1783 dans la loge « Phoenix zur under Tafel » , en 1796 il est affilié à la loge « Royale York de L'Amitié », de Berlin, dont il va réformer les rituels en éliminant les hauts grades, ne reconnaissant pas la validité de ces derniers. Cette réforme fut acceptée et assumée par Fichte, qui souhaitait donner à la franc-maçonnerie un sens purement moral et rationnel. Ce rite, appelé « Rite de Fessler », est encore utilisé au XXIe siècle en Allemagne dans la Grande Loge-Mère Nationale aux Trois Globes.

### À Saint-Pétersbourg
Après les conquêtes russes en Europe centrale en 1806, Mikhaïl Mikhaïlovitch Speranski invite Ignace Aurélien Fessler à la chaire d'hébreu de l'Académie de théologie de Saint-Pétersbourg, puis lui confie la chaire de philosophie. L'invitation avait sans doute des motivations franc-maçonnes, puisque Fessler fonda à Saint-Pétersbourg la loge "L'Etoile Polaire (Polijarnaja svezda), avec des réunions périodiques auxquelles participa le même Speranski dans la maison du baron Rosenkampf, et l'objectif de fonder un réseau de loges à travers toute la Russie. Suivi par des personnalités connues de Saint-Pétersbourg (Sergueï Ouvarov, Alexandre Tourgueniev) et plusieurs membres de la Commission des Lois (Lodi, Mikhaïl Baloudianski, Ivan Orlaï, EE Elizen, Pavel Pezarovius) il subit l'hostilité des loges rosicruciennes de Moscou, qui dénonçaient son rationalisme et les projets de sa loge. En 1810, ayant perdu la protection de Speranski, il est renvoyé, ses cours étant soupçonnés d'athéisme et de kantisme.[réf. nécessaire]

### Dans la Volga
Il se rend à Volsk dans la Volga dans les communautés de Frères Moraves. En 1813, il part pour la ville voisine de Saratov où il devient une des figures importantes de la communauté réformée des Allemands de la Volga.

### Les dernières années
Vers 1818, il revient à Saint-Pétersbourg sous la protection de Golitsyne et avec le titre de général superintendant luthérien.

## Œuvres
- « Anthologia hebraica » (1787).
- « Institutiones linguarum orientalium » (1787).
- « Marc-Aurel » (1790—1792).
- « Aristides und Themistocles » (1792).
- « Mathjas Corvinus, Konig der Hungarn » (1793—1794),
- « Attilla, Konig der Hunnen » (1794).
- « Ansichten von Religion und Kirchentum » (1805).
- « Abalard u. Heloise » (II том, 1807).
- « Theresia, oder Mysterien des Lebens u. der Liebe » (1807).
- « Des Corsen Bonaventuras mystische Nachte » (1807).
- « Alonso, oder Der Wanderer nach Montserrat » (1808).
- « Der Nachtwachter Benedikt » (1809).
- « Resultate meines Denkens und Erfahrens » (1824).
- « Christiliche Reden » (1822).
- « Liturgische Versuche zur Erbanung der Glaubigen, sowohl christichen als weltlichen » (1822).

## Sources
- Georges Florovsky, Les Voies de la théologie russe, Paris, 1937; trad. et notes de J.C. Roberti, Paris, Desclée de Brouwer, 1991, p. 195.